# Maria Clemência da Silveira Sampaio
Maria Clemência da Silveira Sampaio (Freguesia de Nossa Senhora da Conceição do Estreito, Rio Grande, 17 de dezembro de 1789 — 2 de fevereiro de 1862) foi uma escritora brasileira, pioneira da escrita poética no estado do Rio Grande do Sul.
Era filha do cartógrafo rio-grandino Maurício Inácio da Silveira e da catarinense Mariana Joaquina Sam Payo. Sua vida é mal conhecida, mas foi elogiada por Auguste de Saint Hilaire como "uma espécie de fenômeno" pelo seu domínio do francês, alegadamente aprendido sem mestre, e seu inventário acusando a posse de 50 livros, uma quantia elevada para uma biblioteca privada na província de sua época, denota ser dona de significativa cultura. Não casou nem teve filhos, mas criou várias crianças.
Deixou obra pequena, constituída de quatro poemas. O mais antigo são os Versos heroicos, declamados pela autora em Rio Grande numa festa comemorando a aclamação do imperador D. Pedro I em 12 de outubro de 1822, publicados pela Imprensa Nacional do Rio de Janeiro em 1823, fazendo de Maria Clemência a pioneira da poesia rio-grandense e a segunda mulher brasileira a publicar poesia. O tema principal do poema de 135 versos é a glorificação da Casa Imperial, mas a autora aproveita a oportunidade para manifestar reivindicações da província.
Suas outras peças são o Elogio recitado no Teatro 7 de Setembro em 15 de outubro de 1845 e publicado no jornal A Voz da Verdade em 24 de outubro, com 82 versos, comemorando o fim da Revolução Farroupilha; Saudosa expressão da Pátria, um elogio fúnebre para o defunto D. Afonso Pedro, herdeiro da Casa Imperial, publicado em 17 de julho de 1847 no jornal O Rio-Grandense, e Um sítio de Porto Alegre, escrito em 25 outubro de 1853 e publicado em 19 de julho de 1857 na revista literária O Guayba, com 120 versos de poesia bucólica. É possível que seja a autora de outros dois elogios, um com 124 versos, publicado em 17 de setembro de 1832 no jornal O Noticiador de Rio Grande, comemorando o Dia da Independência, e outro com 76 versos, publicado em 14 de abril de 1834 n'O Noticiador, comemorando a abdicação de D. Pedro I.
Seu obituário no jornal O Comercial de Rio Grande, em 8 de fevereiro de 1862, faz elogios à sua cultura e sua índole bondosa. Estimada em vida, foi citada por Joaquim Caetano da Silva em carta a Ferdinand Denis, pedindo-lhe que a incluísse na reedição de sua obra Resumé de l'Histoire Littéraire du Portugal suivi du Résumé de l'Histoire Littéraire du Brésil (1826), dizendo que "confinada em uma pequenina cidade como Rio Grande, ela soube apropriar-se do francês, do inglês, do italiano, de toda a literatura portuguesa e além disso de uma parte da Botânica. Alguns de seus versos foram impressos e eles o mereciam". Depois foi esquecida e por muito tempo a historiografia literária ignorou sua existência, sendo redescoberta por Domingos Carvalho da Silva em 1973.
Diz Zahidé Muzart que "Maria Clemência demonstra inteligente e profunda visão de sua região. Aparece como conhecedora dos assuntos da indústria, do comércio, dos transportes e da lavoura. [...] Penso que Maria Clemência, para ter tido urna educação tão refinada, numa época em que o analfabetismo era a tônica no Rio Grande do Sul entre os homens — e o que pensar das mulheres? — pertencia seguramente a família de posses e, em seus versos, defendia seus interesses econômicos. Mas não se pode negar que sua poesia engajada lutava, à sua maneira, por um Rio Grande mais rico e mais respeitado pelo centro detentor do poder. [...] Por essa poesia, Maria Clemência se inclui nas nossas mulheres com atividade política ou melhor que escreveram com conotação política, que puseram a pena a serviço da ideologia. O seu projeto seria o mesmo dos homens de sua época, ou seja, criar política, econômica e socialmente o Rio Grande do Sul. No vazio cultural da época, publicar um livro era um ato de heroísmo". Segundo Maria Eunice Moreira, "em uma província distante dos centros culturais, pouco afeita à vida intelectual, em que as guerras e as contendas importavam mais do que as Letras, e na qual a educação feminina estava relegada ao aprendizado de alguns pontos de bordado e à memorização de singelos textos religiosos, o legado literário de Maria Clemência da Silveira Sampaio importa menos pela posição de precedência que ocupa na historiografia literária do Rio Grande, mas torna-se mais instigante pelo que revela (e pode revelar) sobre as condições de produção cultural num território em que até bem pouco tempo a voz masculina tinha um lugar de maior destaque". É patrona da cadeira 32 da Academia Rio-Grandina de Letras.